# Bistum La Rioja
Das Bistum La Rioja (lateinisch Dioecesis Rioiensis, spanisch Diócesis de La Rioja) ist eine in Argentinien gelegene römisch-katholische Diözese mit Sitz in La Rioja.

## Geschichte
Das Bistum La Rioja wurde am 20. April 1934 durch Papst Pius XI. aus Gebietsabtretungen des Erzbistums Córdoba errichtet. Das Bistum ist dem Erzbistum San Juan de Cuyo als Suffraganbistum unterstellt.

## Bischöfe von La Rioja
- Froilán Ferreira Reinafé, 1934–1964
- Horacio Arturo Gómez Dávila, 1964–1968
- Enrique Angelelli, 1968–1976
- Bernhard Heinrich Witte OMI, 1977–1992, dann Bischof von Concepción
- Fabriciano Sigampa, 1992–2005, dann Erzbischof von Resistencia
- Roberto Rodríguez, 2006–2013
- Marcelo Daniel Colombo, 2013–2018, dann Erzbischof von Mendoza
- Dante Gustavo Braida, seit 2018